# Орден «За выдающиеся заслуги» (Узбекистан)
Орден «За выдающиеся заслуги» (узб. Buyuk xizmatlari uchun) — высшая государственная награда Узбекистана. Учреждён на основании Закона Республики Узбекистан от 29 августа 1996 года № 251-I. В 2003 году в статут ордена были внесены изменения.

## Положение
1. Орденом «За выдающиеся заслуги» награждаются граждане Республики Узбекистан и граждане иностранных государств за большие заслуги в развитии науки и техники, экономики и культуры, значительный вклад в развитие межгосударственного сотрудничества и реализацию внутренней и внешней политики, направленной на повышение международного авторитета Узбекистана.
2. Представление к награждению, награждение и вручение ордена «За выдающиеся заслуги» производится в порядке, предусмотренном Законом Республики Узбекистан О государственных наградах .
3. Лица, награждённые орденом «За выдающиеся заслуги», получают единовременное денежное вознаграждение в размере шестидесятикратной минимальной заработной платы или памятный подарок, приравненный к этой сумме. Лица, награждённые орденом «За выдающиеся заслуги», пользуются льготами, устанавливаемыми законодательством.
4. Орден «За выдающиеся заслуги» прикрепляется к муаровой ленте, носится на груди.
5. При посмертном награждении орденом «За выдающиеся заслуги» орден, документ о награждении и единовременная денежная выплата вручаются семье награждённого.

## Описание ордена
Орден «За выдающиеся заслуги» изготавливается из сплава серебра 925 пробы, покрытого золотом толщиной 0,25 микрона.
Орден представляет собой восьмиконечную звезду, грани которой выполнены рубиновым цветом. Между лучей гранёные трилисники эмали голубого цвета. Расстояние между противоположными концами звезды 57 миллиметров. В центре ордена расположен круг, в котором на фоне символически изображенного земного шара голубого цвета расположена карта Республики Узбекистан золотистого цвета. Диаметр круга по внешней линии — 35 мм, по внутренней линии — 24 мм. Между внешней и внутренней линиями круга, на белом эмалевом фоне, в верхней части расположена надпись золотистого цвета BUYUK XIZMATLARI UCHUN Высота букв 3 миллиметра. Между линиями круга в нижней части расположены две скрещивающиеся у основания лавровые ветви зелёного цвета.
Орден с помощью промежуточной позолоченной колодки, в виде птицы Хумо расправившей крылья на фоне восходящего солнца, и колец присоединяется к муаровой ленте, состоящей из полос красного, голубого, белого и зелёного цветов. На оборотной стороне ордена изображен Государственный герб Республики Узбекистан. Внизу нанесён номер ордена вогнутым шрифтом размером 1 миллиметр.
Вес ордена 65 граммов.
Высота ордена 7 мм.

## Награждённые орденом по годам

### 1996 год
1. Хуан Антонио Самаранч — президент Международного Олимпийского Комитета (29 августа 1996 года)[1]
2. Эркин Вахидов — народный поэт Узбекистана (30 ноября 1996 года)[2]

### 1997 год
1. Тургун Алиматов[узб.] — профессор Ташкентской государственной консерватории имени М. Ашрафи (26 августа 1997 года)[3]
2. Саид Ахмад Хусанходжаев — народный писатель Узбекистана, город Ташкент (26 августа 1997 года)[3]

### 1998 год
1. Леонид Данилович Кучма — Президент Украины (16 февраля 1998 года)[4]
2. Исмаил Хакимович Джурабеков — первый заместитель Премьер-министра Республики Узбекистан, министр сельского и водного хозяйства (27 августа 1998 года)[5]
3. Козим Носирович Туляганов — хоким города Ташкента (27 августа 1998 года)[5]
4. Рахим Ахмедов — народный художник Узбекистана (27 августа 1998 года)[6]
5. Мутал (Мутаваккил) Музаинович Бурханов — композитор (27 августа 1998 года)[6]
6. Закир Мухамеджанов — актёр Узбекского государственного академического театра драмы имени Хамзы (27 августа 1998 года)[6]
7. Нурсултан Абишевич Назарбаев — Президент Республики Казахстан (31 октября 1998 года)[7]
8. Чингиз Торекулович Айтматов — Президент Ассамблеи культур народов Центральной Азии, известный писатель и общественный деятель (11 декабря 1998 года)[8]

### 1999 год
1. Озод Обидович Шарафутдинов — главный редактор журнала «Жахон адабиёти» («Мировая литература») (22 марта 1999 года)[9]
2. Солижон Шарипов — космонавт (29 июля 1999 года)[10]
3. Бори (Бурибай) Ахмедов — председатель Международного благотворительного фонда Амира Темура, академик (25 августа 1999 года)[11]
4. Фазила Камиловна Сулаймонова — ведущий научный сотрудник музея литературы имени Алишера Навои Академии наук Республики Узбекистан, доктор филологических наук, профессор (25 августа 1999 года)[11]

### 2000 год
1. Гафур Гулям — академик, народный поэт Узбекистана (25 августа 2000 года, посмертно)[12]
2. Айбек (Мусо Тошмухаммад оглы) — академик, народный писатель Узбекистана (25 августа 2000 года, посмертно)[12]
3. Абдулла Каххар — народный писатель Узбекистана (25 августа 2000 года, посмертно)[12]
4. Мулла Туйчи Тошмухамедов — певец, народный артист Узбекистана (25 августа 2000 года, посмертно)[12]
5. Мухиддин Кориякубов — народный артист Узбекистана (25 августа 2000 года, посмертно)[12]
6. Юнус Раджаби — академик, народный артист Узбекистана (25 августа 2000 года, посмертно)[12]
7. Аброр Хидоятов — народный артист Узбекистана (25 августа 2000 года, посмертно)[12]
8. Джурахон Султанов — народный артист Узбекистана (25 августа 2000 года, посмертно)[12]
9. Мамуржон Узаков[узб.] — певец, народный артист Узбекистана (25 августа 2000 года, посмертно)[12]
10. Комилжон Отаниязов — певец, народный артист Узбекистана (25 августа 2000 года, посмертно)[12]
11. Батыр Закиров — народный артист Узбекистана (25 августа 2000 года, посмертно)[12]
12. Малик Набиев[узб.] — народный художник Республики Узбекистан (25 августа 2000 года)[13]
13. Халима Носирова — народная артистка Республики Узбекистан (25 августа 2000 года)[13]

### 2001 год
1. Лутфиханум Саримсакова — народная артистка Узбекистана (22 августа 2001 года, посмертно)[14]
2. Мукаррам Тургунбаева — народная артистка Узбекистана (22 августа 2001 года, посмертно)[14]
3. Шукур Бурханов — народный артист Узбекистана (22 августа 2001 года, посмертно)[14]
4. Тамара Ханум (Тамара Артёмовна Петросова) — народная артистка Узбекистана (22 августа 2001 года, посмертно)[14]
5. Садриддин Айни — писатель (22 августа 2001 года, посмертно)[14]
6. Максуд Шайхзаде — заслуженный деятель искусств Узбекистана, поэт, драматург (22 августа 2001 года, посмертно)[14]
7. Миртемир (Миртемир Турсунов) — народный поэт Узбекистана (22 августа 2001 года, посмертно)[14]
8. Осим Миркарим (Миркарим Осимов)[узб.] — писатель (22 августа 2001 года, посмертно)[14]
9. Урал Тансыкбаев — народный художник Узбекистана (22 августа 2001 года, посмертно)[14]
10. Чингиз Ахмаров — народный художник Узбекистана (22 августа 2001 года, посмертно)[14]
11. Ходжи Абдулазиз Абдурасулов[узб.] — певец (22 августа 2001 года, посмертно)[14]
12. Маннон Уйгур (Маннон Мажидов) — режиссёр (22 августа 2001 года, посмертно)[14]
13. Мария Александровна Кузнецова — народная артистка Узбекистана (22 августа 2001 года, посмертно)[14]
14. Аббос Бакиров — народный артист Узбекистана (22 августа 2001 года, посмертно)[14]
15. Уста Ширин Муродов — заслуженный деятель искусств Узбекистана, мастер по ганчу (22 августа 2001 года, посмертно)[14]
16. Наби Ганиев — кинорежиссёр (22 августа 2001 года, посмертно)[14]
17. Муроджон Ахмедов[узб.] — народный артист Узбекистана (22 августа 2001 года, посмертно)[14]
18. Эдуард Васильевич Ртвеладзе — заведующий отделом Научно-исследовательского института искусствознания, академик (24 августа 2001 года)[15]
19. Саодат Кобулова — профессор Ташкентской государственной консерватории имени Мухтара Ашрафи (24 августа 2001 года)[15]
20. Уткир Хошимов — председатель Комитета Олий Мажлиса Республики Узбекистан по печати и информации, писатель (24 августа 2001 года)[15]

### 2002 год
1. Хабиб Абдуллаев — академик (23 августа 2002 года, посмертно)[16]
2. Содик Азимов — академик (23 августа 2002 года, посмертно)[16]
3. Тухтасин Жалилов — заслуженный деятель искусств Узбекистана, композитор (23 августа 2002 года, посмертно)[16]
4. Убай Орипов — академик (23 августа 2002 года, посмертно)[16]
5. Игорь Савицкий — заслуженный деятель искусств Узбекистана, художник (23 августа 2002 года, посмертно)[16]
6. Ташмухаммад Саримсаков — академик (23 августа 2002 года, посмертно)[16]
7. Саъди Сирожиддинов — академик (23 августа 2002 года, посмертно)[16]
8. Обид Содиков — академик (23 августа 2002 года, посмертно)[16]
9. Хамид Сулаймонов[узб.] — заслуженный деятель науки Узбекистана, учёный-источниковед (23 августа 2002 года, посмертно)[16]
10. Олим Ходжаев — народный артист Узбекистана, актёр (23 августа 2002 года, посмертно)[16]
11. Собир Юнусов — академик (23 августа 2002 года, посмертно)[16]
12. Тошмухаммад Кори Ниёзий (Кориниёзов) — академик (23 августа 2002 года, посмертно)[16]
13. Яхё Гуломов — академик (23 августа 2002 года, посмертно)[16]
14. Галина Анатольевна Пугаченкова — академик Академии наук Узбекистана, искусствовед (26 августа 2002 года)[17]
15. Абдукодир Хожиметович Хайитметов[узб.] — научный консультант Института языка и литературы имени Алишера Навои АН Узбекистана, литературовед (26 августа 2002 года)[17]
16. Валдас Адамкус — Президент Литовской Республики (27 сентября 2002 года)[18]

### 2003 год
1. Хуан Карлос I — Король Испании (24 января 2003 года)[19]
2. София де Бурбон и Гресиа — Королева Испании (24 января 2003 года)[20]
3. Александр Квасьневский — Президент Республики Польша (30 июня 2003 года)[21]
4. Восит Вохидов — академик (25 августа 2003 года, посмертно)[22]
5. Махмуд Мирзаев — академик (25 августа 2003 года, посмертно)[22]
6. Аскад Мухтар — народный писатель Узбекистана (25 августа 2003 года, посмертно)[22]
7. Иброхим Муминов — академик (25 августа 2003 года, посмертно)[22]
8. Рахим Пирмухаметов — народный артист Узбекистана (25 августа 2003 года, посмертно)[22]
9. Толибжон Содиков — народный артист Узбекистана, композитор и дирижёр (25 августа 2003 года, посмертно)[22]
10. Сойиб Хужаев — народный артист Узбекистана (25 августа 2003 года, посмертно)[22]
11. Рихард Шредер — академик (25 августа 2003 года, посмертно)[22]
12. Шухрат (Гулом Алимов) — народный писатель Узбекистана (25 августа 2003 года, посмертно)[22]
13. Раззок Хамраев — народный артист Узбекистана (25 августа 2003 года, посмертно)[22]
14. Эдуард Амвросиевич Шеварднадзе — Президент Грузии (9 октября 2003 года)[23]
15. Георги Парванов — Президент Республики Болгарии (18 ноября 2003 года)[24]
16. Матякуб Кошчанов — ведущий научный, сотрудник Института языка и литературы имени Алишера Навои, академик (18 декабря 2003 года)[25]
17. Джура Азимбаевич Мусаев — заведующий лабораторией Института генетики и экспериментальной биологии растений, академик (18 декабря 2003 года)[25]
18. Ялкин Халматович Туракулов — заведующий лабораторией Института биохимии Академии наук, академик (18 декабря 2003 года)[25]

### 2004 год
1. Хожихон Болтаев[узб.] — народный артист Узбекистана (23 августа 2004 года, посмертно)[26]
2. Мухаммаджон Мирзаев[узб.] — народный артист Узбекистана, композитор (23 августа 2004 года, посмертно)[26]
3. Хамид Олимжон — поэт (23 августа 2004 года, посмертно)[26]
4. Наби Рахимов — народный артист Узбекистана (23 августа 2004 года, посмертно)[26]
5. Всеволод Иванович Романовский — академик (23 августа 2004 года, посмертно)[26]
6. Ойимхон Шомуратова — народная артистка Узбекистана (23 августа 2004 года, посмертно)[26]
7. Сара Эшонтураева — народная артистка Узбекистана (23 августа 2004 года, посмертно)[26]

### 2005 год
1. Батыр Валиходжаев — заведующий кафедрой Самаркандского государственного университета имени Алишера Навои, профессор (24 августа 2005 года, посмертно)[27]
2. Шавкат Рахматуллаев — профессор кафедры общего языкознания Национального университета Узбекистана имени Мирзо Улугбека (24 августа 2005 года)[27]
3. Мамаджан Рахманов — академик Академии наук Республики Узбекистан, учёный-искусствовед (24 августа 2005 года)[27]
4. Юлдуз Ибрагимовна Усманова — народная артистка Узбекистана (24 августа 2005 года)[27]
5. Закирджан Алматов — министр внутренних дел Республики Узбекистан (21 декабря 2005 года)[28]

### 2006 год
1. Пиримкул Кадыров — народный писатель Узбекистана (25 августа 2006 года)[29]
2. Рахима Абдурразаковна Мавланова — профессор кафедры начального образования и воспитательной работы Ташкентского государственного педагогического университета имени Низами (25 августа 2006 года)[29]

### 2007 год
1. Руслан Шамилович Чагаев (17 апреля 2007 года)[30]
2. Тимур Азим-оглы Атакузиев — профессор Ташкентского химико-технологического института (27 августа 2007 года)[31]
3. Альберт Ервандович Аталиев — заведующий кафедрой хирургии Ташкентской медицинской академии (27 августа 2007 года)[31]
4. Орхон Сирожиддинович Махмудов[узб.] — руководитель отдела Научно-исследовательского института педиатрии Министерства здравоохранения (27 августа 2007 года)[31]
5. Махмуд Салохиддинов — заведующий кафедрой Национального университета Узбекистана, академик (27 августа 2007 года)[31]
6. Абдулла Мухаррамович Убайдуллаев[узб.] — директор Научно-исследовательского института пульмонологии и фтизиатрии Министерства здравоохранения (27 августа 2007 года)[31]
7. Гурбангулы Мяликгулыевич Бердымухамедов — Президент Туркменистана (17 октября 2007 года)[32][33]

### 2008 год
1. Владимир Владимирович Путин — Президент Российской Федерации (20 февраля 2008 года)[34]
2. Суйима Ганиевна Ганиева — профессор кафедры классической филологии Ташкентского государственного института востоковедения (25 августа 2008 года)[35]
3. Хашимжон Исмаилов (Абдухашим Исмаилов)[узб.] — художественный руководитель ансамбля «Маком» им. Юнуса Раджаби (25 августа 2008 года)[35]
4. Мирзаатхам Мирзахакимович Рахимов — заведующий кафедрой факультета биологии и почвоведения Национального университета Узбекистана им. Мирзо Улугбека (25 августа 2008 года)[35]
5. Артур Борисович Таймазов — спортсмен-инструктор общества физической культуры и спорта «Динамо» (25 августа 2008 года)[36]
6. Валдис Затлерс — Президент Латвийской Республики (1 октября 2008 года)[37][38]

### 2011 год
1. Муножатхон Абдуваливна Йулчиева — солистка Дирекции академических и народных художественных коллективов (24 августа 2011 года)[39]
2. Муяссар Кадировна Раззокова — оперная солистка Государственного академического Большого театра Узбекистана имени Алишера Навои (24 августа 2011 года)[39]

### 2012 год
1. Харухико Курода — президент Азиатского банка развития (16 февраля 2012 года)[40][41]

### 2013 год
1. Андрис Берзиньш — Президент Латвийской Республики (18 октября 2013 года)[42]

### 2014 год
1. Азизхон Каюмов[узб.] — академик АН Республики Узбекистан, литературовед (22 августа 2014 года)[43]

### 2015 год
1. Равшан Сайфиддинович Ирматов — судья международной категории Федерации футбола Узбекистана, рефери ФИФА (31 декабря 2015 года)[44]

### 2019 год
1. Баходыр Юлдашев — художественный руководитель театра-студии «Дийдор» (28 августа 2019 года)[45]

### 2020 год
1. Абдулла Авлони — писатель-просветитель, педагог, общественный деятель (30 сентября 2020 года, посмертно)[46]
2. Махмудходжа Бехбуди — один из основателей движения джадидизма в Туркестане, литератор, педагог и учёный (30 сентября 2020 года, посмертно)[46]
3. Мунаввар кары Абдурашидхонов — известный наставник-просветитель, литератор, редактор и общественный деятель (30 сентября 2020 года, посмертно)[46]
4. Тухтамурод Муртазаевич Жумаев[узб.] (30 сентября 2020 года) — почётный директор международной школы математики Каракульского района, Бухарская область[47]

### 2025 год
1. Гуломжон Ташпулатович Якубов[узб.] (1 марта 2025 года) — народный артист Узбекистана, певец государственного учреждения «Узбекконцерт»[48]

## Галерея

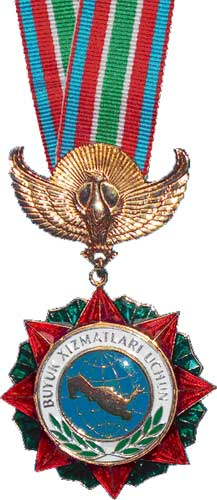